# ハイイロヤケイ

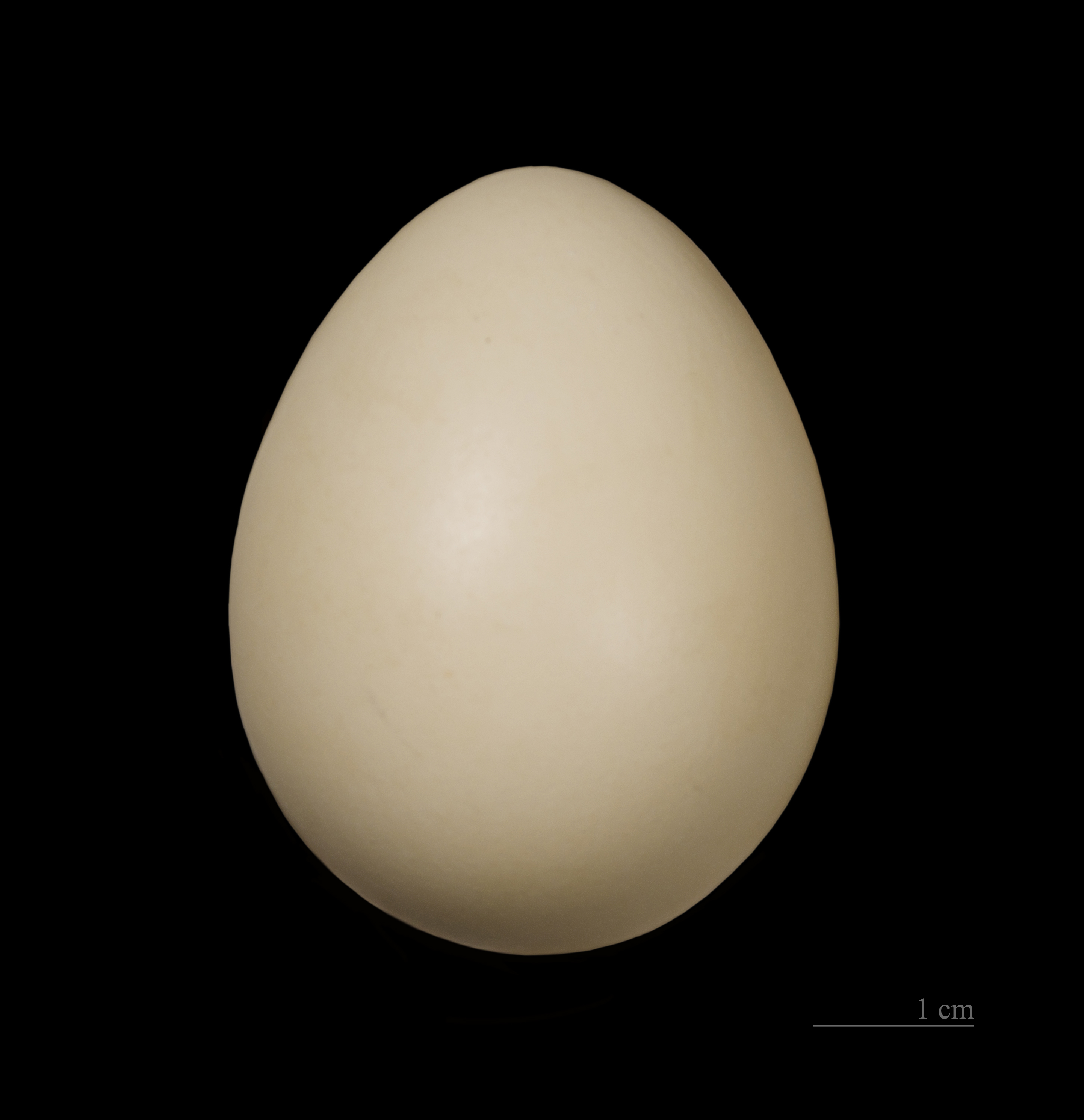
Gallus sonneratii

ハイイロヤケイ （灰色野鶏、学名：Gallus sonneratii）は、キジ目キジ科に分類される鳥類の一種。

## 分布
インド

## 生態
特徴は写真参照。
インドの中央から南部にかけて生息し、標高1500m位までの傾斜のある山地の竹藪や森林に生息している。
雄は小さなノコギリ状の切れ目を持つ丸い冠と2枚の丸い肉髭を持ち、顔面と喉が赤く裸出している。

## 保全状況評価
- LEAST CONCERN (IUCN Red List Ver. 3.1 (2001))
[1]

## 参照・注釈
1. ↑  Gallus sonneratii  (Species Factsheet by BirdLife International)

東京農業大学「食と農」の博物館展示案内 No.76パンフレット